# Canberra Challenger 2015
Il Canberra Challenger 2015 è stato un torneo maschile di tennis professionistico. È stata la 1ª edizione del torneo, facente parte dell'ATP Challenger Tour 2015, con un montepremi di 50000 $.Si è svolto dal 2 all'8 novembre 2016 sui campi in cemento del Canberra Tennis Centre di Canberra, in Australia.

## Partecipanti singolare

### Teste di serie
| Nazionalità | Giocatore       | Ranking | Testa di serie |
| ----------- | --------------- | ------- | -------------- |
| Australia   | John Millman    | 74      | 1              |
| Australia   | Matthew Ebden   | 108     | 2              |
| Australia   | Jordan Thompson | 156     | 3              |
| Regno Unito | Brydan Klein    | 178     | 4              |
| Australia   | Luke Saville    | 203     | 5              |
| Stati Uniti | Connor Smith    | 243     | 6              |
| Cina        | Li Zhe          | 250     | 7              |
| Australia   | Alex Bolt       | 268     | 8              |

### Altri partecipanti
Giocatori che hanno ricevuto una wild card:
- Bradley Mousley
- Christopher O'Connell
- Harry Bourchier
- Jacob Grills

Giocatori che sono passati dalle qualificazioni:
- Blake Mott
- Oliver Anderson
- Sebastian Fanselow
- Jake Delaney

## Partecipanti doppio

### Teste di serie
| Nazionalità | Giocatore      | Nazionalità | Giocatore           | Testa di serie |
| ----------- | -------------- | ----------- | ------------------- | -------------- |
| Australia   | Alex Bolt      | Australia   | Andrew Whittington  | 1              |
| Regno Unito | Brydan Klein   | Australia   | Dane Propoggia      | 2              |
| Australia   | Matt Reid      | Stati Uniti | Connor Smith        | 3              |
| Australia   | Maverick Banes | Australia   | Gavin Van Peperzeel | 4              |

### Altri partecipanti
Coppie che hanno ricevuto una wild card:
- Harry Bourchier /  James Frawley
- Matthew Barton /  Bosko Novakovic
- Adam Taylor /  Jason Taylor

## Punti e montepremi
| Torneo    | Torneo              | V    | F    | SF   | QF   | R16 | R32 | Q |
| Singolare | Punti               | 80   | 48   | 29   | 15   | 7   | 0   | 3 |
| Singolare | Premi in denaro ($) | 7200 | 4240 | 2510 | 1460 | 860 | 520 | - |
| Doppio    | Punti               | 80   | 48   | 29   | 15   | 0   | –   | – |
| Doppio    | Premi in denaro ($) | 3100 | 1800 | 1080 | 640  | 360 | –   | – |

## Vincitori

### Singolare
Benjamin Mitchell ha sconfitto in finale  Luke Saville con il punteggio di 5-7 6-0 6-1.

### Doppio
Alex Bolt /  Andrew Whittington hanno sconfitto in finale  Brydan Klein /  Dane Propoggia con il punteggio di 7-62 6-3.